# Línea 6A (Suburbanos Canelones)
La línea 6A de la red de transporte  suburbano de Montevideo une la terminal Baltasar Brum con Sauce.

## Historia
Creada en los años sesenta por la cooperativa Transporte Internacional Cooperativa Obrera (TICO) desde sus inicios unía la ciudad de Montevideo con las ciudades de Sauce y Santa Rosa, ambas partiendo desde el entonces Control de Dante, circulando por las avenidas 8 de Octubre, José Belloni, de las Instrucciones y las rutas 6,  33 y  67.  En el año 1976 y a consecuencia del cierre de su principal operadora, la línea suburbana a Sauce es adquirida por la empresa Casanova, mientras que el ramal a Santa Rosa se convirtió en una línea independiente, adquirida por la cooperativa CUTU. En el año 2020,  tras las reestructuras en el Sistema de Transporte Metropolitano, el antiguo ramal a Santa Rosa fue adquirido nuevamente por Casanova, solo que su destino es hacia Sauce.